# De klokkenluider van de Notre Dame (boek)
De klokkenluider van de Notre Dame (Frans: Notre-Dame de Paris) is een boek van Victor Hugo dat in 1831 werd gepubliceerd. Het speelt zich bijna volledig af in en om de Notre-Dame van Parijs. Het gaat over de onbeantwoorde liefde van de misvormde klokkenluider Quasimodo voor de beeldschone zigeunerin Esmeralda.

## Inhoud
Het verhaal speelt zich af in Parijs, in het jaar 1482. Bij een door Vlaamse gezanten opgezet feest van zotskappen wordt Quasimodo, de klokkenluider van de Notre Dame, gekroond tot koning der zotskappen. Maar zijn lelijkheid blijkt geen masker te zijn; Quasimodo ís zo lelijk, eenogig, gebocheld en doof. Als vondeling, die niemand wilde omdat hij zo afzichtelijk was, is hij opgevoed door Frollo, de aartsdiaken van de kathedraal. Zo werden de klokken zijn vrienden. Terwijl Quasimodo nu op een troon door de stad wordt gedragen probeert Pierre Gringoire, een dichter en filosoof wanhopig de mensen te laten kijken naar zijn toneelstuk in plaats van de parade.
Later die dag ziet Gringoire de mooie Esmeralda met haar kleine geitje op het Zandplein dansen en kunstjes uitvoeren. Het meisje is opgevoed bij de zigeuners, maar zij hoopt ooit haar echte moeder terug te vinden. Na haar optreden volgt Gringoire Esmeralda door de straten van de stad. Dan ziet hij dat ze wordt aangevallen door twee mannen. Een van hen herkent hij als Quasimodo. Gringoire wil Esmeralda te hulp komen, maar de aanvallers zijn te sterk. 
Wanneer een groep koninklijke soldaten aangevoerd door kapitein Phoebus de Chateaupers arriveert, vlucht de onbekende overvaller weg; Quasimodo wordt gevangen. Esmeralda kan ontkomen naar de Mirakelhof, de schuilplaats van de zigeuners. Gringoire volgt haar. Wanneer de zigeuners hem vatten, wordt duidelijk dat een ieder die hun schuilplaats ontdekt, moet worden opgehangen of trouwen met een zigeunerin. Esmeralda biedt aan met Gringoire te trouwen, maar slechts voor vier jaar en zij laat hem op de bank slapen.
De volgende dag wordt Quasimodo berecht voor zijn aanval. Hij moet twee uur lang een vreselijke marteling ondergaan in het Kasteeltje. Frollo laat begaan; de enige die hem komt troosten is Esmeralda. Het maakt op hem een diepe indruk.
Twee maanden later wordt Esmeralda opgemerkt door de rijke Fleur-de-Lys de Gondlaurier, de verloofde van Phoebus. Al snel wordt duidelijk dat Phoebus ook gevoelens heeft voor Esmeralda, en dat Fleur Esmeralda als concurrente ziet. Fleur beschuldigt Esmeralda van hekserij. Phoebus en Esmeralda ontmoeten elkaar in het geheim en ze verklaart hem haar liefde. Phoebus probeert haar haar maagdelijkheid te doen opgeven. Frollo, die al die tijd achter de deur stond, stormt naar binnen met getrokken mes en steekt Phoebus neer. 
Wanneer Phoebus' lichaam wordt gevonden, wordt Esmeralda beschuldigd van moord. Ze wordt gefolterd en bekent; daarop wordt ze ter dood veroordeeld en opgesloten. Frollo bezoekt haar in haar cel en bekent dat hij ook helemaal in de ban van haar is. De aartsbisschop doet haar een voorstel: als ze voor hem kiest zal hij haar niet straffen, en anders zal ze alsnog worden opgehangen. Esmeralda weigert het voorstel. 
De volgende dag, net voordat ze zal worden opgehangen, wordt Esmeralda op een spectaculaire manier door Quasimodo gered en meegenomen naar de kerk. De kerk is heilige grond, waar in de middeleeuwen een asielrecht gold, en dus kan ze hier niet zomaar worden gearresteerd. Frollo vlucht weg.
Tijdens haar verblijf in de Notre Dame zorgt Quasimodo voor haar als voor een kostbare schat. Op een dag ziet Esmeralda dat Phoebus nog leeft en vraagt Quasimodo hem te volgen. Deze volgt de kapitein naar het huis van zijn verloofde. Hij vertelt hem dat Esmeralda ook nog in leven is, maar Phoebus wil hem niet geloven.
Frollo keert terug en ziet wat er gaande is. Die nacht kan hij zijn onstuimige gevoelens niet langer bedwingen en besluipt hij het meisje in het torentje waar zij slaapt. Quasimodo komt tussenbeide en slaat Frollo bijna dood, tot hij ziet wie de aanvaller is. Ondanks alles is Quasimodo namelijk nog bijzonder trouw aan de man die hem opgevoed heeft.
Frollo zoekt Gringoire op en beraamt een plan om Esmeralda weg te halen. Hij overtuigt Gringoire dat het Parlement een bijzondere toestemming heeft gegeven Esmeralda uit de kerk te halen. Gringoire besluit de zigeuners erbij te halen om Esmeralda in veiligheid te brengen. Quasimodo denkt echter dat de zigeuners Esmeralda willen uitleveren en bevecht hen, precies zoals Frollo had gepland. Dan arriveren de soldaten van de koning, die de zigeuners uiteendrijven. Tijdens de aanval wordt Esmeralda door Gringoire en een gemaskerde vreemdeling de Notre Dame uitgeleid. De vreemdeling blijkt later de aartsbisschop te zijn, die haar opnieuw wanhopig zijn lusten bekent. Hij laat Esmeralda in de handen van de soldaten vallen nadat ze wederom zijn aanzoek afslaat. Precies tijdens deze gebeurtenissen vindt Esmeralda haar moeder terug; het is de bekende kluizenaarster in de Rattenkuil, die al vijftien jaar treurt om haar verdwenen dochtertje.
In de Notre Dame is Quasimodo wanhopig op zoek naar Esmeralda. Dan ziet hij Frollo op een balkon voor zich uit staren. Als Quasimodo naar beneden kijkt, ziet hij haar aan de galg hangen. Woedend gooit hij zijn voogd over de balustrade. Daarna verdwijnt hij zelf spoorloos. 
Ongeveer twee jaar later vindt men in de kelder van Montfaucon waar de gehangenen worden begraven, de ineengestrengelde geraamten van een jonge vrouw en een man met een kromme ruggengraat. Deze laatste had geen gebroken halswervels en het was dus duidelijk dat hij niet was gehangen; alles wijst er dus op dat dit Quasimodo is.

## Inspiratie
De schrijver Victor Hugo werd op een dag rondgeleid door de Parijse kathedraal. Hij liep alleen door een van de klokkentorens en ontdekte daar een Grieks woord ANAΓKH, dat in de muur was geschreven. De vertaling van dit woord is "noodlot". Hugo werd nieuwsgierig naar wie het in de muur had gezet en waarom. Zonder dat hij op deze vraag enig antwoord vond of kreeg, kwam hij op het idee voor een verhaal over een gebochelde klokkenluider.
Het geschreven woord is nadat het door Hugo was ontdekt verwijderd.

## Personages
- Quasimodo
- Esmeralda
- Claude Frollo
- Pierre Gringoire
- Clopin Trouillefou
- Djali
- Jehan Frollo
- Phoebus de Châteaupers
- Koning Lodewijk XI
- Zuster Gudule
- Florian Barbedienne
- Jacques Charmolue
- Fleur-de-Lys de Gondelaurier

## Filmversies
- (1923) - The Hunchback of Notre Dame, met Lon Chaney, Patsy Ruth Miller en Nigel De Brulier
- (1939) - The Hunchback of Notre Dame, met Charles Laughton, Maureen O'Hara en Cedric Hardwicke
- (1956) - Notre Dame de Paris, met Anthony Quinn en Gina Lollobrigida
- (1982) - The Hunchback of Notre Dame, met Anthony Hopkins en Lesley-Anne Down
- (1996) - The Hunchback of Notre Dame, Disney-animatiefilm met de stemmen van Tom Hulce, Demi Moore en Tony Jay
- (1997) - The Hunchback, met Richard Harris, Mandy Patinkin en Salma Hayek
- (2002) - The Hunchback of Notre Dame II, vervolg op de animatiefilm van 1996, met de stemmen van Tom Hulce, Demi Moore en Kevin Kline

Bijna alle films eindigen verschillend, maar bijna geen enkel einde strookt met dat van het boek.
De Oostenrijks-Hongaarse componist Franz Schmidt schreef tussen 1904 en 1906 de opera Notre Dame, losjes gebaseerd op de roman van Victor Hugo.
Er werd in 1965 ook een ballet van gemaakt door Maurice Jarre (muziek) en Roland Petit (choreografie).
Er werd ook een Franse musical van gemaakt, genaamd Notre Dame de Paris, die ook in het Engels is vertaald.
- Biblioteca Nacional de España: XX2025189
- Bibliothèque nationale de France: cb119675961 (data)
- Gemeinsame Normdatei: 4342614-1
- Library of Congress Control Number: n98925070
- MusicBrainz work: aab119df-2a67-4411-8b8c-28d6290bdf34
- Nationale Bibliotheek van Israël: 987007318493805171
- Virtual International Authority File: 310912222